# Eumonhystera vulgaris
Eumonhystera vulgaris är en rundmaskart. Eumonhystera vulgaris ingår i släktet Eumonhystera, och familjen Monhysteridae. Arten är reproducerande i Sverige.